# آبشار کراویچ
آبشار کراویتسه (به انگلیسی: Kravice) آبشاری است که در بوسنی و هرزگوین واقع شده و ارتفاع کلی ریزشگاه آن ۲۵ متر است.